# 朱宥勳
朱宥勳（1988年1月4日—），出生於台灣桃園市，小說家、文化評論者、專欄作家、大學教師。現為國立清華大學中國文學系兼任講師，曾任中央通訊社董事、《建中青年》主編。
2010年起，朱宥勳陸續出版小說集《誤遞》與《堊觀》。2011年，朱宥勳與黃崇凱合編《台灣七年級小說金典》。2017年11月，朱宥勳參與創立姝文創，開始投入於性別平權運動。曾獲頒金鼎獎、林榮三文學獎、全國學生文學獎與國家文化藝術基金會創作補助等。

## 文學生涯
2006年，以先前發表於網際網路之短篇小說〈晚安，兒子〉參與台積電青年學生文學獎，但因違反參賽作品須未曾發表之規定，遭主辦單位取消獲獎資格。2008年，他以〈壁痂〉獲頒林語堂文學獎小說第二名。2009年，他以〈倒數零點四三二秒〉獲頒林榮三文學獎小說組佳作。
2010年以〈墨色格子〉獲頒全國學生文學獎小說組第一名，並出版短篇小說集《誤遞》。2011年，他與黃崇凱合編《七年級小說金典》。2012年，他出版小說《堊觀》。2013年，他創辦書評雜誌《秘密讀者》。2014年，他出版書評散文集《學校不敢教的小說》。2015年，他出版長篇小說《暗影》。2017年，他出任國立彰化高級中學駐校作家。
2021年夏，受新冠病毒於臺灣之疫情等影響，因無法外出進行文學相關活動，於是於社交網路平台Clubhouse發起以臺灣文學史為主題之討論活動，吸引許多聽眾參與。

## 事件
- 2016年8月30日，東海大學社會學系教授趙剛於苦勞網發表〈「不合時宜的」陳映真文學〉一文[10]，指出陳映真「以『現實主義』為旗幟和『現代主義』鏖戰」。隨後，朱宥勳於9月6日發表〈趙剛教授，您或許還是需要一點台灣文學〉[11]，批判趙剛關於「現代主義」的理解。9月8日，趙剛又發表〈回應「網紅」朱宥勳〉 反擊[12]，也引起了後續的網路論戰[13]，雙方各有支持者。
- 2018年5月5日，朱宥勳與蔡宜文於直播回應網友問題時，以「我幹嘛回應芒果蘇啊？她很愛我，但是我的愛只有一個人的啊。」等語拒絕回應Facebook用戶Mego Su對其之批評，致Mego Su不滿，指稱該等言論涉及言語性騷擾，而朱宥勳事後則於Facebook發文道歉，為其「較為輕佻的言行」道歉，並稱其基於性別平等理念願以更嚴格之標準自我要求，同時表示其所屬之姝文創依《性別工作平等法》設有申訴程序，若Mego Su提出申訴將由公司調查、處理。[14][15]
- 2021年出任姝姝文創有限公司代表人[16]，但經過監察院審理，姝姝文創有限公司自108年起，一直和民進黨蔡英文有政治獻金之互動。[17][18]
- 2024年5月10日，朱宥勳在Facebook上宣稱國立台灣文學館的吉祥物「阿龍」遭到中國畫師Nora Qu抄襲，並對此大加挞伐，並嘲諷對方「竟然抄到台文館頭上」，呼籲Nora Qu「自己小心一點」。然而，經過多方調查，台文館在5月16日發表道歉聲明，表示該館的吉祥物確實抄襲了Nora Qu的作品「嗷嗚龍寶」。同日朱宥勳在Facebook上發表道歉[19]，解釋自己因為過去幾年創作內容常被中國網民搬運、抄襲，所以在看到相關報導後，便輕信了消息並轉貼，導致誤會了另一名創作者。他表示，作為創作者，可以想像被誤會為抄襲是多麼受傷的事，並對自己造成的誤會致歉。[20]
- 2024年10月30日，中央通訊社董事會通過人事案，任命胡婉玲為新任社長。朱宥勳在當天深夜發文表示他對胡婉玲的個人能力「評價頗低」[21]，並認為「中央社值得一位更專業的社長」，為此請辭中央通訊社董事職務。[5]

- 2024年12月20日，正式加入青鳥行動，直言「沒看過翁曉玲這麼笨的教授！」「國民黨是台灣的敵人」[22]
- 2025年4月2日，正式連署大罷免，其動機是「愛的動員」[23]，但徐宗懋質疑這純屬私人利益，文化部114年3月12日公布的青年創作獎勵名單[24]，朱宥勳的太太謝宜安名列補助名單的首位，這筆預算被藍白立委凍結，本質上是勒索，拿納稅人的錢毫無愧疚感。[25]

## 作品列表

### 小說

#### 短篇小說集
- 《誤遞》，寶瓶文化，2010年。
- 《堊觀》，寶瓶文化，2012年。

#### 長篇小說
- 《暗影》，寶瓶文化，2015年。
- 《湖上的鴨子都到哪裡去了》，大塊文化，2019年。
- 《以下證言將被全面否認 》，大塊文化，2022年。

### 論述
- 《學校不敢教的小說》，寶瓶文化，2014年。
- 《只要出問題，小說都能搞定》，大塊文化，2017年。

### 散文
- 《作家生存攻略：作家新手村1 技術篇》，大塊文化，2020年。
- 《文壇生態導覽：作家新手村2 心法篇》，大塊文化，2020年。
- 《他們沒在寫小說的時候：戒嚴台灣小說家群像》，大塊文化，2021年（2023年作者於同出版社出新版，新增〈新版前言——遙遠的回音〉）。
- 《他們互相傷害的時候：台灣文學百年論戰》，大塊文化，2023年。
- 《只能用4H鉛筆》，大塊文化，2024年。

### 編著
- 朱宥勳、黃崇凱編：《台灣七年級小說金典》，釀出版，2011年。
- 秘密讀者編輯委員會編：《讀裁讀儕的肚臍：秘密讀者Greatest Hits第1號》，前衛出版社，2015年。
- 楊翠、朱宥勳主編：《國文開外掛：自從看了這本課本以後……》，奇異果文創事業有限公司，2019年。
- 楊翠、朱宥勳主編：《普通型高級中學國文1》，奇異果文創事業有限公司，2019年。
- 楊翠、朱宥勳主編：《普通型高級中學國文2》，奇異果文創事業有限公司，2020年。
- 楊翠、朱宥勳主編：《普通型高級中學國文3》，奇異果文創事業有限公司，2020年。
- 楊翠、朱宥勳主編：《普通型高級中學國文4》，奇異果文創事業有限公司，2021年。

### 其他
- 朱宥勳等著：《暴民画報：島國青年俱樂部》，健行文化，2014年。
- 臺灣文學博物館採訪小組：《遇見文學美麗島：25座臺灣文學博物館輕旅行》，前衛出版社，2015年。
- 線上課程：《故事的演算法》，MasterTalks ，2017年。
- 朱家安、朱宥勳：《作文超進化》，奇異果文創事業有限公司，2019年。
- 廖之韻主編，朱宥勳等著：《性別平等議題多元選讀本》，奇異果文創事業有限公司，2019年。
- 國立臺灣文學館企劃，朱宥勳等著：《不服來戰：憤青作家百年筆戰實錄》，奇異果文創事業有限公司，2020年。

## 外部連結
- 朱宥勳的Facebook專頁
- 朱宥勳｜小說．評論．台灣文學 （页面存档备份，存于）
- 朱宥勳的Facebook專頁
- YouTube上的朱宥勳使出人生攻擊!頻道
- 朱宥勳的小說陪讀&吐槽時間（livehouse.in） （页面存档备份，存于）
- 想想論壇 - 朱宥勳專欄 （页面存档备份，存于）
- 鳴人堂 - 朱宥勳專欄 （页面存档备份，存于）
- 《蘋果日報》 - 朱宥勳專欄 （页面存档备份，存于）
- 朱宥勳（專欄作品資料庫） （页面存档备份，存于）